# Юстис, Джордж
Чарльз Джордж Юстис (англ. Charles George Eustice; род. 28 сентября 1971, Пензанс) — британский политик, член Консервативной партии, министр окружающей среды, продовольствия и сельского хозяйства (2020—2022).

## Биография
С 1990 по 1993 год изучал растениеводство в Риттлском сельскохозяйственном колледже (Эссекс). Окончил Корнуолльский колледж, девять лет работал на ферме близ деревни Гуиниар (Корнуолл), которая более полутора веков принадлежит его семье и включает 81 гектар огородов, 20 гектаров клубничных плантаций, а также животноводческий комплекс. В 1999 году выставлял свою кандидатуру от Партии независимости Соединённого Королевства на европейских выборах в юго-западном избирательном округе Англии, но потерпел поражение. С 1999 по 2003 год возглавлял кампанию против вступления Великобритании в зону евро, затем до 2005 года являлся пресс-секретарём лидера Консервативной партии Майкла Говарда, а с 2005 по 2007 год — Дэвида Кэмерона.
В 2009 году начал работать в совете директоров компании по связям с общественностью Portland Communications.
В 2010 году избран в Палату общин от округа Кэмборн и Редрут в качестве кандидата Консервативной партии. При этом получил лишь 37,6 % голосов, немного опередив основную соперницу — представительницу либеральных демократов Джулию Голсуорси (37,4 %).
6 октября 2013 года назначен парламентским помощником министра окружающей среды, продовольствия и сельского хозяйства в первом кабинете Дэвида Кэмерона.
8 мая 2015 года назначен младшим министром сельского хозяйства, рыболовства и продовольствия при формировании второго кабинета Кэмерона (без права участия в заседаниях правительства).
28 февраля 2019 года ушёл в отставку в знак несогласия с политикой премьер-министра Терезы Мэй, стремящейся перености на более поздний срок выход Великобритании из ЕС.
25 июля 2019 года при формировании первого кабинета Бориса Джонсона вернулся на прежнюю должность младшего министра сельского хозяйства, но по-прежнему без права участия в заседаниях Кабинета.
Парламентские выборы в декабре 2019 года принесли Юстису очередную победу в своём округе — его поддержали 53,1 % избирателей (на 5,7 % больше, чем на выборах 2017 года).
13 февраля 2020 года получил во втором кабинете Джонсона портфель министра окружающей среды, продовольствия и сельского хозяйства.
6 сентября 2022 года при формировании правительства Лиз Трасс не получил никакого назначения.